# Pseudopostega auritella
Pseudopostega auritella là một loài bướm đêm thuộc họ Opostegidae. Nó được tìm thấy ở hầu hết châu Âu, from Đảo Anh và Pháp, phía đông đến Ukraina và Nga và from Thụy Điển và Phần Lan, phía nam đến Thụy Sĩ và România. Nó cũng được tìm thấy ở phần phía đông của miền Cổ bắc.
Sải cánh dài 9–12 mm. Con trưởng thành bay từ tháng 6 đến tháng 7.
The larvae are known to feed on Lycopus europaeus. They mine the stems of their host plant. 